# Солонцы (Вейделевский район)
Солонцы — село в Вейделевском районе Белгородской области России, административный центр Солонцинского сельского поселения.

## География
Село расположено в юго-восточной части Белгородской области, близ границы с Украиной, в 16,4 км по прямой к юго-востоку от районного центра, посёлка Вейделевки

## История

### Происхождение названия
По сведениям, собранным вейделевскими краеведами, «усадьба Солонцы имения графини Паниной основана в 1886 году». Название получила от местных солончаков.

### Исторический очерк
В 1899 году в Солонцах построили и открыли школу.
С июля 1928 года хутор Солонцы в Волчанском сельсовете Вейделевского района.
В 1950-е и последующие годы хутор Солонцы в Белоколодезском сельсовете Вейделевского района.
С 1958 года в с Солонцах — колхоз «Светлый путь».
На 1 января 1994 года село Солонцы — центр Солонцынского сельсовета (село и 2 хутора) Вейделевского района.
В 2010 году село Солонцы — центр Солонцынского сельского поселения (село и 3 хутора) Вейделевского района.

## Население
На 1 января 1932 года на хуторе Солонцах — 140 хуторян.
Поданным переписей населения в Солонцах на 17 января 1979 года — 445 жителей, на 12 января 1989 года — 446 (201 мужчин, 245 женщин).
На 1 января 1994 года в селе Солонцах — 170 хозяйств и 525 жителей; в 1999 году — 584 жителя; в 2001 году — 618.
| 2002 | 2010 |
| ---- | ---- |
| 568  | ↘520 |

## Интересные факты
В конце 1990-х годов в школах села Солонцов широко вели краеведческую работу. Учителя и ученики посетили многих старожилов и записали их рассказы, проводились конкурсы и выставки творческих работ «Мой отчий край», а затем был оформлен и школьный краеведческий музей. 

## Инфраструктура
По состоянию на 1995 год в селе Солонцах — колхоз «Светлый путь» (производство зерновых), ТОО «Полюс» (строительное), медпункт, клуб, средняя и неполная средняя школы.